# Anton Constandse
Anton Levien Constandse (Brouwershaven, 3 september 1899 – Den Haag, 23 maart 1985) was een Nederlandse schrijver, journalist, anarchist, atheïst en vrijdenker.

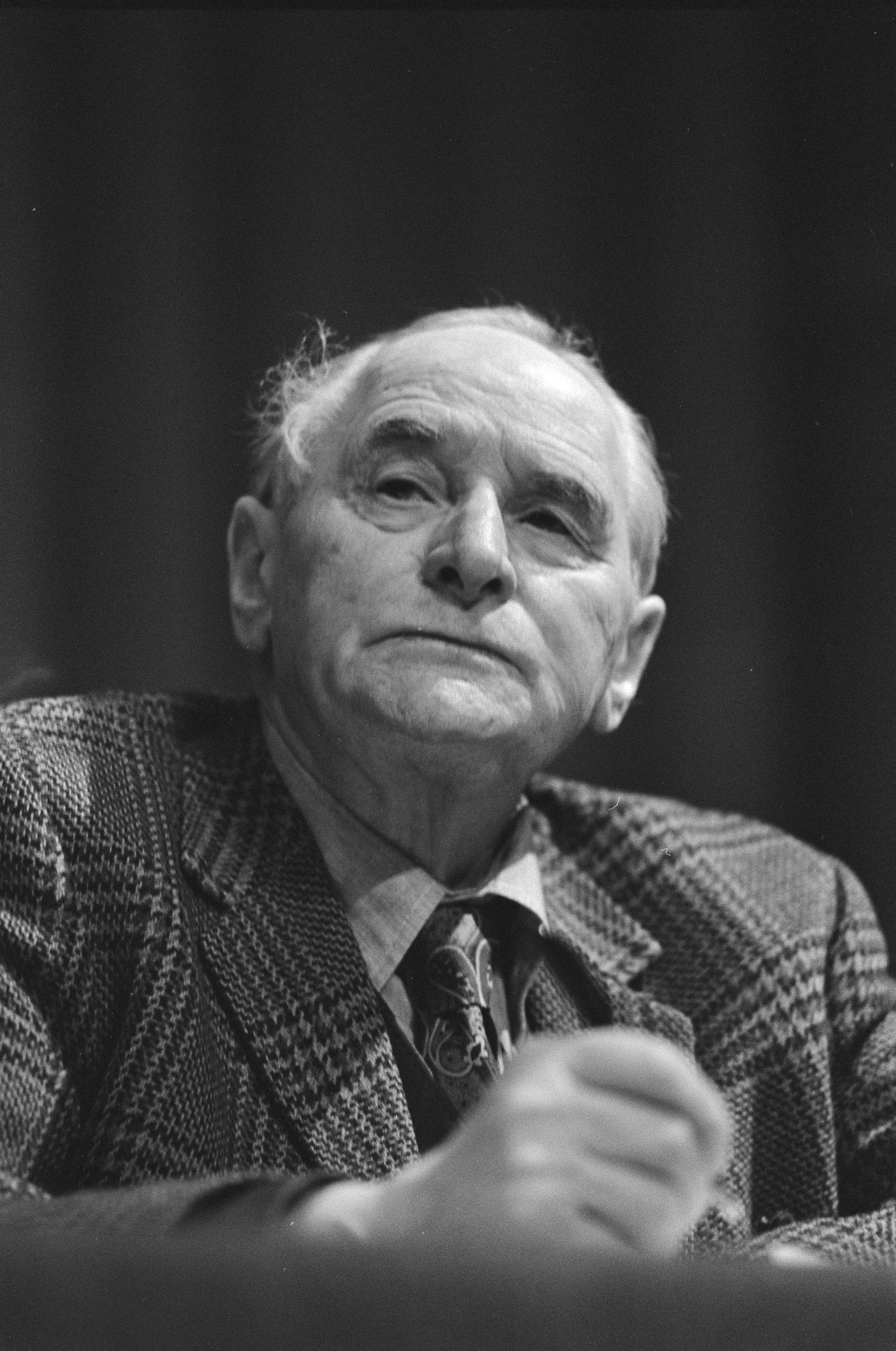
Constandse (1980)

## Levensloop
Constandse was afkomstig uit een deels doopsgezind milieu, volgde de catechisatie bij dit kerkgenootschap en deed er openbare belijdenis van het geloof. Tijdens de Eerste Wereldoorlog wendde hij zich tot het anarchisme en het atheïsme en werd een fel pleitbezorger van beide overtuigingen. In 1918 behaalde hij de lagere onderwijsakte alsmede een lagere akte Frans. Later zou hij ook nog twee middelbare aktes Frans behalen. In 1920 werd hij veroordeeld voor heling en werd hij een half jaar opgesloten in de 'modelgevangenis' Veenhuizen.
Hij werkte slechts kortstondig in het onderwijs en op kantoor, gaf wat bijlessen en een tijdlang privélessen, in de jaren dertig, maar was overwegend als journalist en publicist actief. Intussen leidde hij in de jaren twintig de uitermate activistische bladen voor anarchistische jongeren Alarm en De Moker. In de jaren twintig voerde hij verder debatten over het atheïsme met ds. A.H. de Hartog en kwam zijn Grondslagen van het atheïsme (1926) uit. In 1927 werd hij tot twee maanden gevangenisstraf veroordeeld, omdat hij Nederlandse soldaten, die bij een internationaal opgezette bezetting van de Chinese havenstad Shanghai waren betrokken, had opgeroepen tot dienstweigering.
Van 1921 tot 1926 was hij getrouwd met Johanna van Harselaar; uit dit huwelijk kwamen geen kinderen voort. In 1938 hertrouwde hij met Gerarda Hendrika van der Gaag. Met haar had hij een zoon.
Constandse maakte een ontwikkeling door van een linkse pacifistische anarchist tot een meer 'zakelijke' vrijdenker, die onder druk van het opkomende fascisme en zijn ervaringen in de Spaanse Burgeroorlog, waarvoor hij in 1936 voor het blad De Dageraad verslag uitbracht, het anarchisme en het pacifisme liet varen. Zijn nieuwe bevindingen kregen hun weerslag in zijn boek Grondslagen van het anarchisme (1938).
Als vergelding voor de internering van Duitsers in Nederlands-Indië werd hij op 7 oktober 1940 samen met 109 anderen als gijzelaar naar Buchenwald overgebracht. Later werd hij in Nederland ondergebracht, onder meer in het kleinseminarie Beekvliet in Sint Michielsgestel en in kamp Vught. Tijdens deze gevangenschap ontmoette hij de oud-directeur van het Algemeen Handelsblad, waarvoor hij van 1945 tot 1964 hoofd van de redactie buitenland werd. Zijn anarchistische verleden vormde geen beletsel om bij deze liberale krant te werken, mede omdat hij een heel zakelijke wijze van verslaglegging placht te hanteren. Tegenover intimi rechtvaardigde hij zijn dienstbetrekking bij het Kapitaal dat de vorm van anarchisme, die hij voorstond, eigenlijk een speciale vorm van het liberalisme is. Constandse was ook wetenschapper: als hispanist promoveerde hij in 1951 op het proefschrift Le Baroque espagnol et Calderon de la Barca.
Constandse was een groot bewonderaar van Multatuli.
Verder heeft hij ook nog voor het Humanistisch Verbond, De Vrije Gedachte, De Gids, De AS, De Vrijdenker, Verstandig Ouderschap, het tijdschrift van de NVSH en Mens en Wereld gewerkt. In de laatste jaren van zijn leven was zijn krakend stemgeluid bijna wekelijks te horen in de radio-uitzending Het Gebouw van de VPRO, waarin hij zich in zijn commentaren steeds opnieuw en vurig bleef verzetten tegen oorlog, kapitalisme, kolonialisme, imperialisme en vooral de buitenlandse politiek van de Verenigde Staten. Na de door de VS uitgelokte gewelddadige coup en val in 1973 van de regering Salvador Allende van Chili brak zijn elan en werden zijn commentaren cynischer en pessimistischer.
Hij schreef in totaal 5000 artikelen, hield 2750 lezingen en schreef 40 boeken, waarvan het laatste postuum in 1985 verscheen onder de titel Een ongewenste gast, gericht tegen het bezoek van de toenmalige paus aan Nederland.

## Citaten
- "De wereld wordt geregeerd door dwazen, en de dwazen worden geregeerd door angst."
- "  We kunnen onze tegenwoordige maatschappij evenzeer omschrijven als een 'genotzoekende ongelukkige samenleving' " (Studio, 1972)
- " Belangrijk is, dat je je niet hecht aan maatschappelijk comfort, zekerheden, of prestige van het burgerlijk leven. Om je vrijheid te behouden is het zeer belangrijk om elk ogenblik afstand te kunnen doen. Je moet je zekerheden niet te kostbaar maken. Je moet je wennen aan soberheid. Ik geloof dat dit een 'noodzakelijke' levenshouding voor de toekomst gaat worden." (Studio, 1972)[1]
- "De organisatie van een 'romp-Europa', een verminkt werelddeel dat zwaar bewapend is, en ook nog afhankelijk van de Verenigde Staten, zulk een karikatuur van een Europese federatie moet dan worden verkocht in een campagne voor 'Europese verkiezingen' voor een quasi-parlement, dat op zijn beurt weer een aanfluiting is van de burgerlijke democratie." (in De AS, 1978)